# Musique bolivienne
La musique bolivienne est internationalement connue pour son folklore qui atteint les scènes d'Europe, d'Asie et d'Amérique, poussant une grande partie des groupes à se consacrer à la production de musique folklorique, mais cela n'empêche pas l'émergence d'autres mouvements musicaux massifs parallèles au folklore dans le pays. Cette musique présente également de nombreuses caractéristiques de la culture espagnole, une influence acquise à l'époque coloniale.

## Histoire

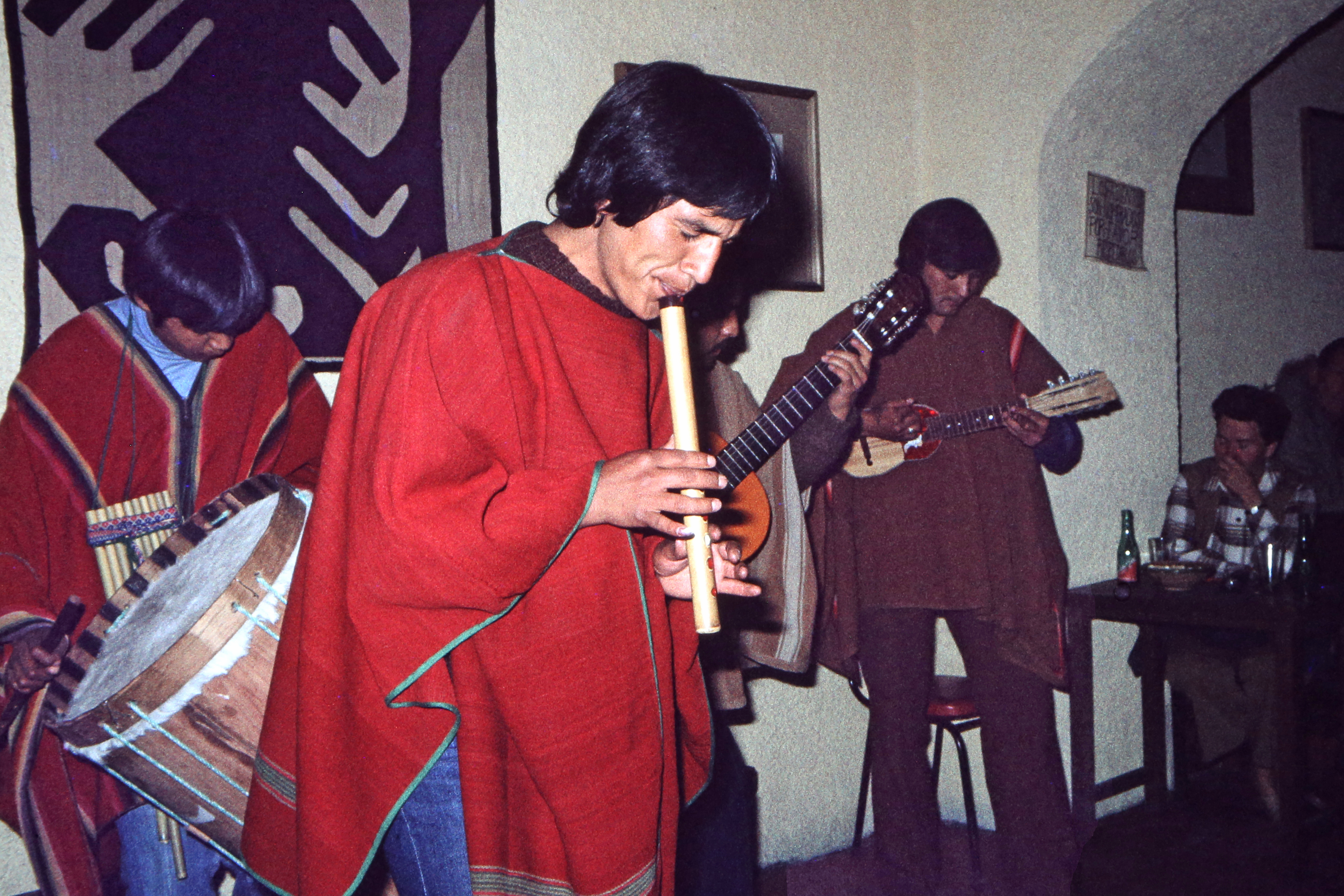
Groupe folklorique typique : bombo, quena et charango

Au niveau du folklore, en raison de l'histoire du pays, diverses expressions musicales sont apparues. Certains, comme la Diablada, ont un caractère religieux, voire thérapeutique (Kantus, kallawaya , en raison du syncrétisme qui s'est produit à l'époque coloniale entre le catholicisme et les croyances de la culture Uru. Parmi toutes les nations des Andes, la Bolivie demeure probablement celle dont la culture reste la plus profondément ancrée aux peuples indigènes. Comme la plupart de ses voisins, la Bolivie est longtemps dominée par l'Espagne et sa culture européenne.
Longtemps la musique bolivienne, ou musique andine, est méprisée et même répudiée, en raison du rejet de l'influence indigène que présentaient leurs compositions musicales. Même après son indépendance, la musique bolivienne était largement basée sur les standards européens. En 1952, la révolution lance des réformes nationalistes incluant la reconnaissance politique et culturelle des peuples Aymara et Quetchua. Les intellectuels commencèrent à porter des ponchos et à se réapproprier et promouvoir les cultures traditionnelles.
En 1966 à La Paz émerge un groupe musical, Los Jairas, représentant de la musique andine, qui aux côtés d'autres artistes de l'époque comme le guitariste Alfredo Dominguez vont se charger de la répandre en Amérique latine et en Europe.
Dans les années 1980 apparaissent  d'autres groupes qui revitalisent la musique traditionnelle et folklorique de la Bolivie. Dans cette même décennie, Los Kjarkas invente la chanson romantique bolivienne-andine, en utilisant le chuntunqui, rythme ainsi appelé parce qu'il s'inspire d'une danse chuquisacane de Villa Serrano. Ils incluent d'autres rythmes tels que kantus, kaluyos, cuecas et autres. Après Los Kjarkas, de nombreux groupes émergents adhèrent au courant du romantisme, qui dure jusqu'aux années 1990.

## Musiques traditionnelles et musiques du carnaval
Dans le pays on chante et on danse sur une multitude de rythmes et pour une multitude de raisons :
- aca-waca ou Waka-tokori, la danse des vaches et des vachers, des Bouviers
- Antawaras danse urbaine récente (années 1980, carnaval)
- ayarichi,
- bailecito, partagé avec le Chili, Le Pérou le Pérou et l'Argentine
- caporales, récente évolution de la saya
- Chacarera, partagée avec l'Argentine (3/4 6/8)
- Chunchus danse guerrière opposant l'homme de la forêt à celui de l'altiplano
- Chutas, danse de la tribu éponyme
- cueca, partagée avec l'Argentine et le Chili (3/4 6/8)
- diablada, Sincrétisme rattaché à Michel Archange et à la Virgen Candelaria
- Doctorcitos (carnaval)
- kantus : musique et danse thérapeutique
- kullawa, liés aux eleveur et à la laine de lama
- Kallawaya : liée à cette tribu connue pour ses médecins et herboristes. Evoquée dans un chant célèbre : Recuerdos de Calahuayo. Musique et danse thérapeutique
- llamerada, danse pré-incaïque liée au lama
- Macheteros (carnaval)
- morenada, liée à l'activité minière, syncrétisme mêlant la Pachamama, la Vierge Marie voire Sainte Barbe (2/4)
- pujllay:danse évoquant la résistance aux Espagnols
- sambos.
- saya, Afrobolivienne
- Suri-sicuri (en aymara suri – sorte d’autruche des Andes – et sicuri – flûtiste de pan) d'origine précolombienne
- Taquirari (2/4)
- Tarqueada : éxécutée par une troppa de tarka (tarkas + anatas : flute de section extérieures carrée)
- tinku, à l'origine une confrontation violente d'origine précolombienne
- Tobas, danse de la tribu éponyme partagée avec l'Argentine. Peuple célébré par une baguala célèbre : "Indio Toba[4]"
- tonada, que l'on retrouve jusqu'au Venezuela, particulièrement dans les grandes plaines
- tundiqui (danse de Los negritos), évoquée dans les paroles de "la fiesta de San Benitos", Se rapprochant de la saya et des caporales.
- wititis
- Le Zapateo, à la fois une technique (Frappe des pieds) et une évolutions de différentes danses de l'Amérique latine  utilisant cette technique comme la chacarera

## Musique métisse
Dès le début de la conquête, le métissage commence, ce qui influence non seulement la sphère génétique, mais aussi la sphère identitaire. Tout comme le métissage biologique entre les Andins et les Européens, il y a eu un riche processus de mélange culturel. Dans ce domaine, il y a la musique dite folklorique ou traditionnelle, celle des petites villes du pays, comme le taquirari, la cueca, la morenada et l'infinité de styles qui perdurent et se créent. C'est là que ce syncrétisme des cultures crée une fusion entre la musique européenne et la musique andine, créant un mélange tout à fait unique et très caractéristique de la musique bolivienne.
La révolution de 1952 encourage et soutient le développement d'une culture nationale. Un département du folklore est créé au sein du ministère de l'éducation. En 1965, Édgar Jofré forme un quatuor appelé Los Jairas à La Paz. Avec l'essor de la musique populaire, Jofré, ainsi qu'Alfredo Domínguez, Ernesto Cavour, Julio Godoy et Gilbert Favre, modifient les formes de la musique traditionnelle, en les fusionnant avec des rythmes urbains et européens.

## Instruments traditionnels

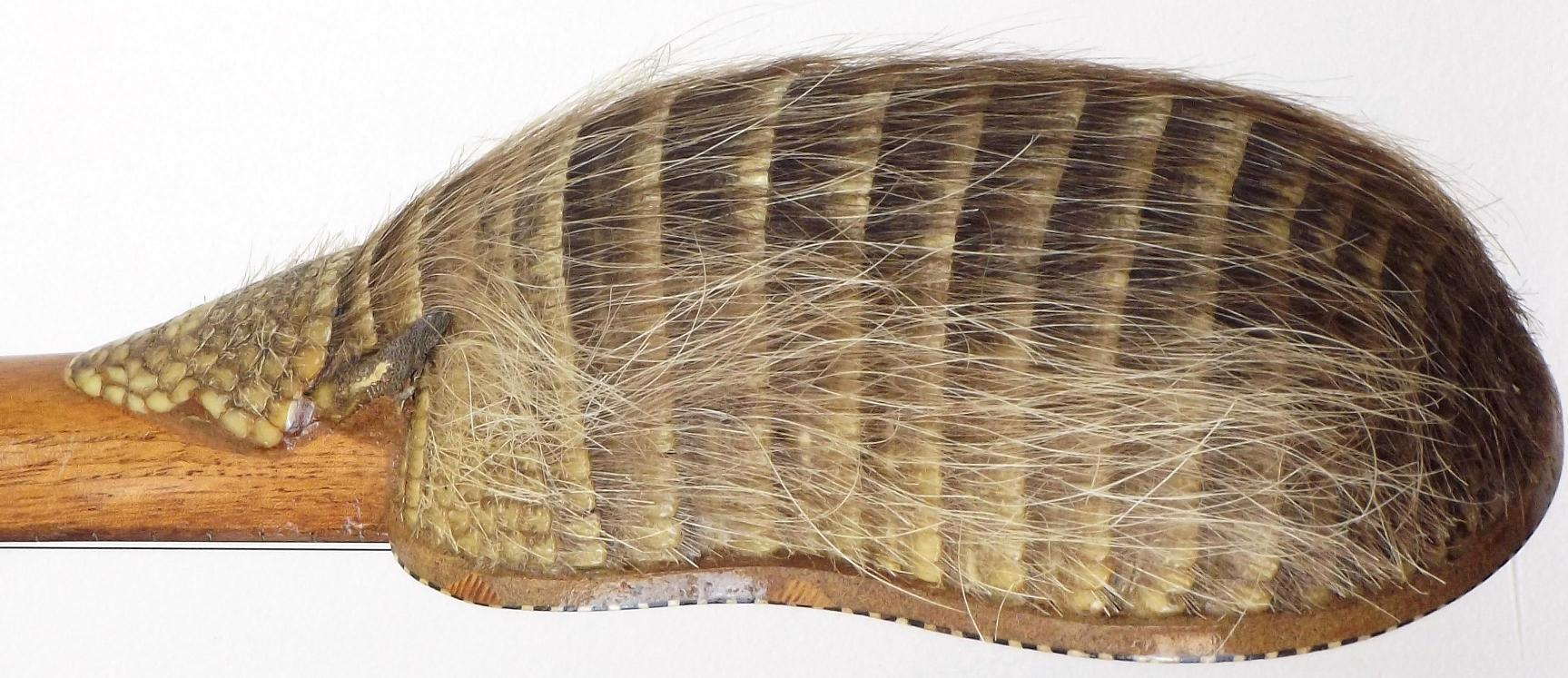
Charango bolivien traditionnel en carapace de kirkincho.

Dans les Andes, les mélodies sont marquées par le son de la zampoña (flûte de pan), du charango (petite guitare à 10 cordes groupées par deux, aux notes aiguës et brillantes, particulièrement typique de la région de Potosí mais répandue dans toute la cordillère des Andes) et de la kena (flûte andine droite à trous de jeu et à encoche, sans bec). À l'origine sans paroles, les airs mélancoliques se sont vite accompagnés de textes tragiques et mélodramatiques (en quechua, aymara ou espagnol) pour les besoins du marché de masse. Au contraire, dans les plaines chaudes, vers Tarija, la guitare occidentale, l'accordéon et autres instruments pour le moins étranges, font danser les foules sur des rythmes vifs et joyeux.  

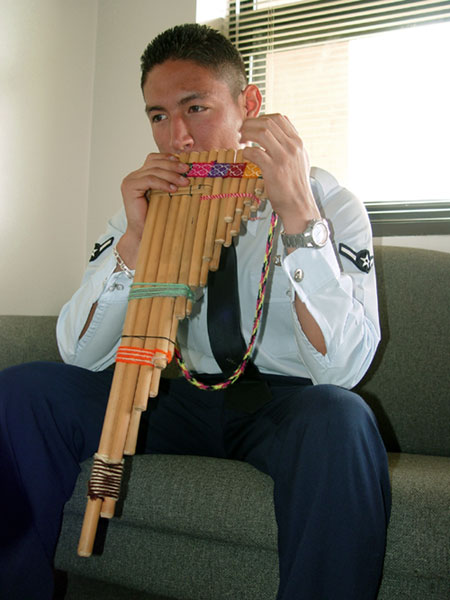
Zampoña.

Les instruments à vent  incluent : mohoceño, pinquillo, pututu, quena, tarka et toyo (ou Zampoña ou plus communément Siku ; « toyos » désigne généralement les sikus de grande taille les plus graves). Les instruments à cordes : charango, chillador (voir article charango), quirquincho, guitarra, ronroco (voir article charango). Les percussions comprennent : bombo, caja chipaya], huancara, et reco-reco.

## Groupes et artistes
Ils comprennent notamment : Los Jairas  (groupe de musique traditionnelle formé en 1966 et chef de file du mouvement « néo-folklore », à la Peña Naira (es)), Luis Rico (né en 1945), Los Jairas, Los Kjarkas et Zulma Yugar.